# Kaieteur
Kaieteur je vodopád, nacházející se v guyanském správním regionu Potaro-Siparuni. Dosahuje výšky 226 metrů.

## Etymologie
Název získaly vodopády podle pověsti o domorodém náčelníku Kaiovi, který se ze srázu vrhl se svou lodí, aby touto obětí zachránil svůj kmen před nepřátelskými Kariby.

## Historie
Vodopády objevil v dubnu 1870 britský geolog Charles Barrington Brown. V roce 1929 byl v okolním kraji vyhlášen národní park Kaieteur. Návštěvníkům vodopádů je určeno nedaleké letiště, vzhledem k odlehlé poloze je však turistický ruch minimální. V blízkosti vodopádů filmovali Werner Herzog a David Attenborough.

## Popis
Vody řeky Potaro zde stékají z pískovcových skal tvořících okraj pohoří Pakaraima a vytvářejí nejvyšší jednostupňový vodopád světa, který s navazujícími kaskádami měří 251 metrů, pod vodopádem se nachází hluboký kaňon, dlouhý osm kilometrů. Šířka vodopádů činí okolo 100 metrů (v období dešťů až 130 m) a průměrně jimi proteče 660 m³ vody za sekundu: tato kombinace výšky a šířky vodopádu je světovým unikátem. Vodopády jsou obklopeny tropickým pralesem se vzácnou faunou a flórou.

## Galerie

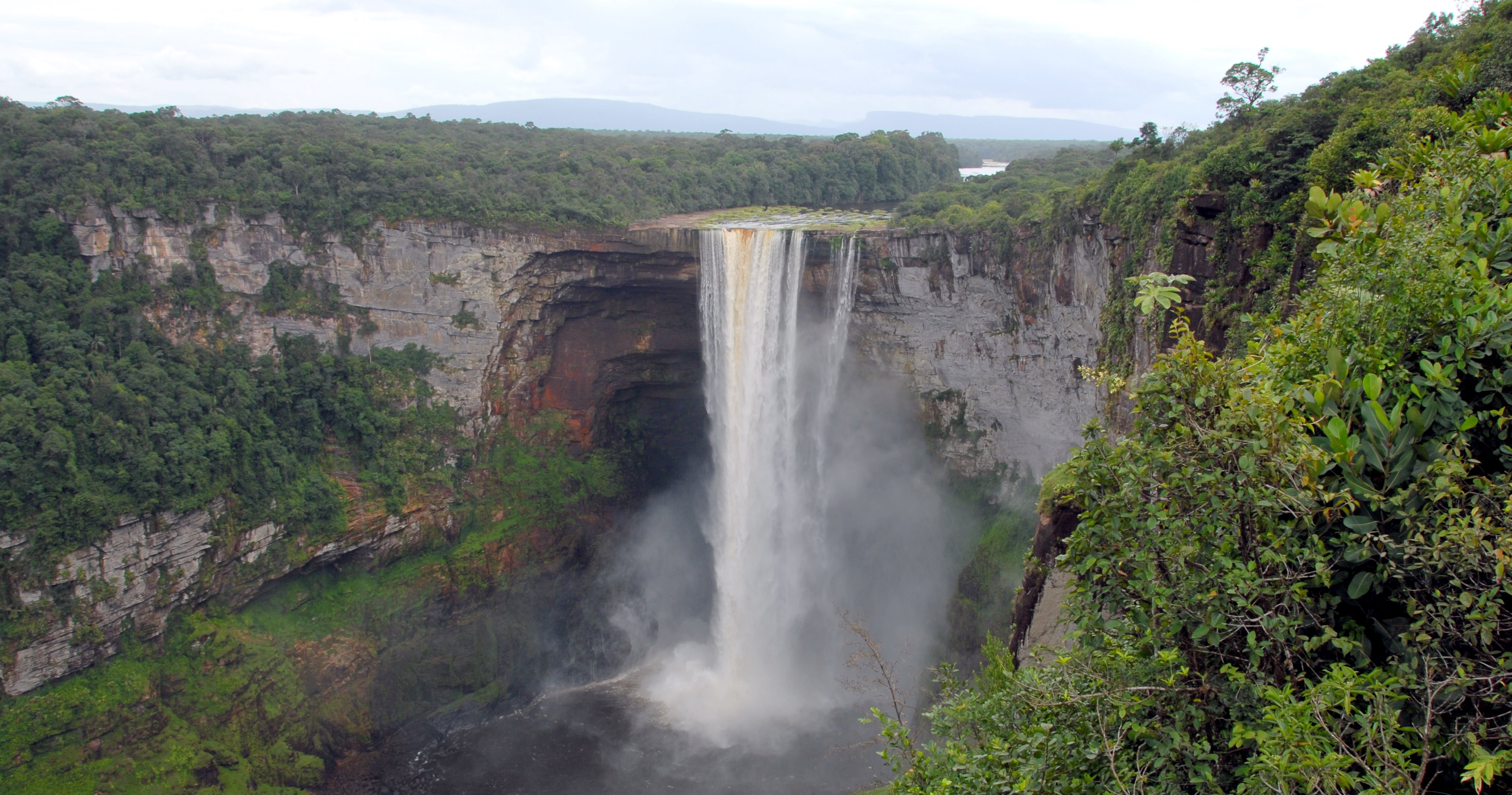
Kaieteur
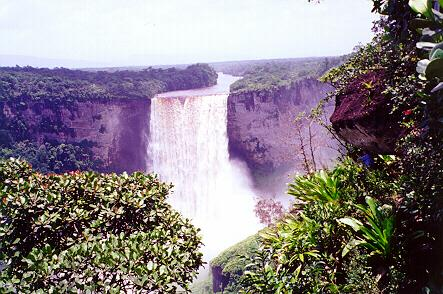
Kaieteur
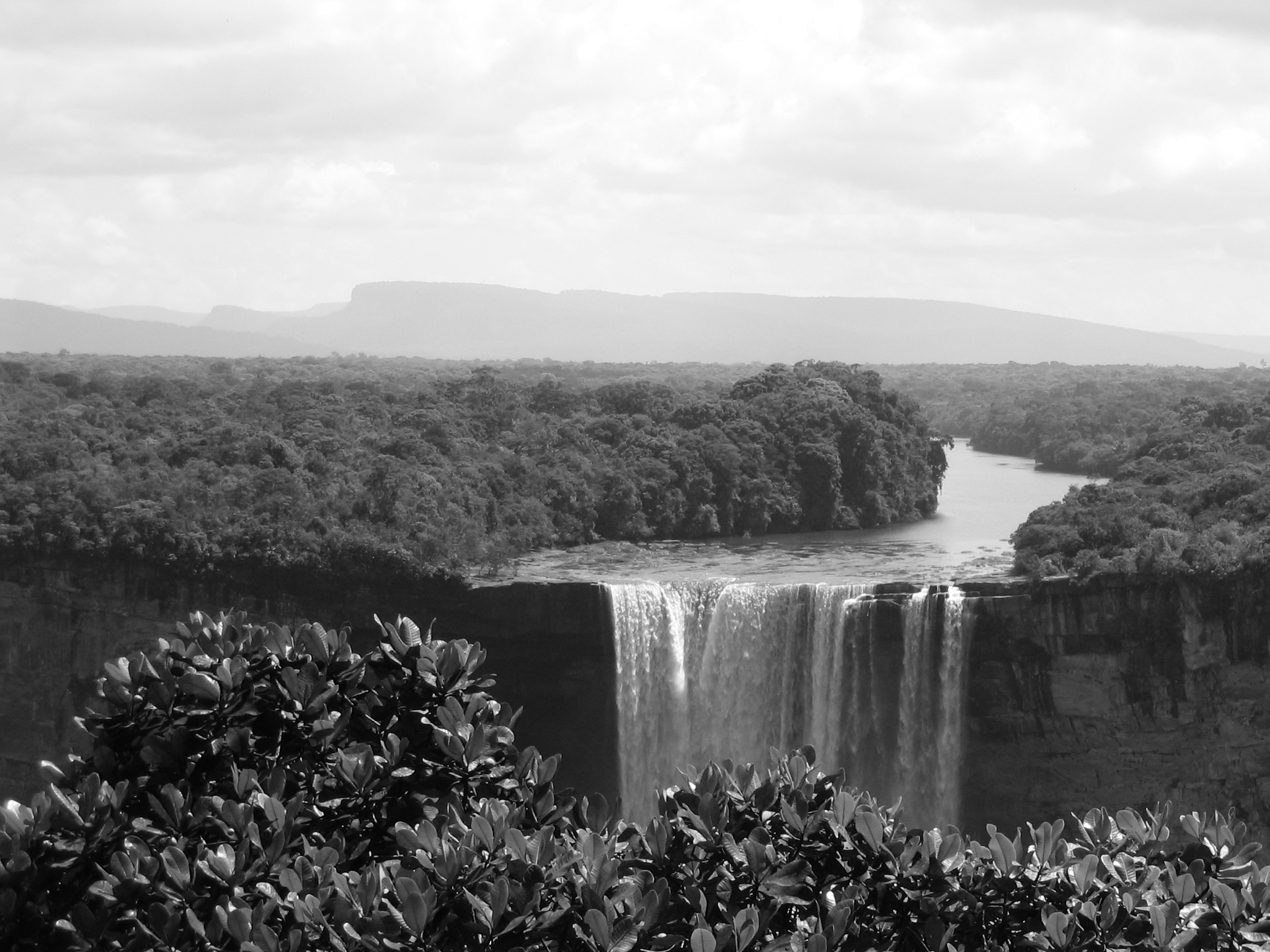
Kaieteur
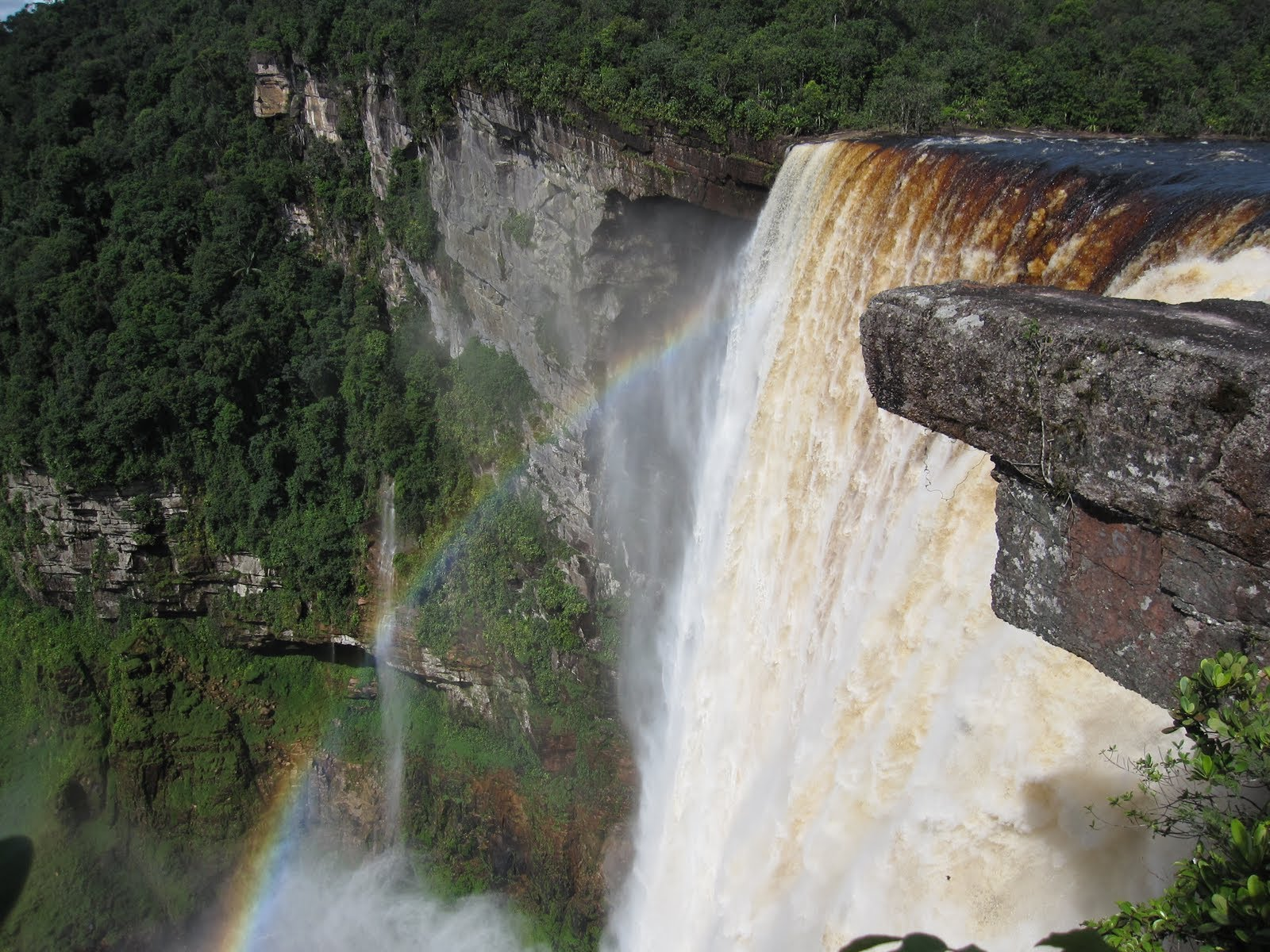
Kaieteur